# Namur
Namur (Tiếng Hà Lan: Namenⓘ, Nameur trong Tiếng Wallon, Namurcum trong tiếng Latin) là một thành phố và đô thị in Wallonia, nam Bỉ. Đây là tỉnh lỵ của tỉnh Namur và (từ năm 1986) là thủ phủ vùng Wallonie (hay Wallonia).
Namur tọa lạc tại hợp lưu của sông Sambre và Meuse và nằm giữa 3 vùng:Hesbaye về phía bắc, Condroz về phía đông nam và Entre-Sambre-et-Meuse về phía tây nam. Ngôn ngữ sử dụng ở đây là tiếng Pháp.
Đô thị Namur gồm các đô thị cũ Beez, Belgrade, Saint-Servais, Saint-Marc, Bouge, Champion, Daussoulx, Flawinne, Malonne, Suarlée, Temploux, Vedrin, Boninne, Cognelée, Gelbressée, Marche-les-Dames, Dave, Jambes, Naninne, Wépion, Wierde, Erpent, Lives-sur-Meuse, và Loyers.

## Dân địa phương nổi tiếng
- Antoine Thomas (1644-1709), mục sư.
- Goswin de Stassart, nhà chính trị (1780-1854)
- Felix Ravaisson-Mollien (1813-1900), nhà triết học
- Félicien Rops (1833-1898), nghệ sĩ
- Henri Michaux (1899-1984), nhà thơ, nhà văn, họa sĩ sinh ở Namur
- Thierry Zéno, tác gia.
- François Bovesse
- Nicolas Bosret, tác gia.
- Joseph André (1908-1973).
- Benoît Poelvoorde, diễn viên
- Blanche of Namur (1318-1365), nữ hoàng Thụy Điển và Na Uy
- Olivier Rochus, cầu thủ quần vợt
- Christophe Rochus, cầu thủ quần vợt
- Lucas Belvaux, diễn viên, đạo diễn
- Cécile de France, nghệ sĩ
- Pascal Gabriel, nhạc sĩ
- Nathalie Loriers, nhạc công
- Vincent Granville
- Charles-Louis-Joseph-Xavier de la Vallée-Poussin (1827-1903)

## Thành phố kết nghĩa
- Canada Québec City, Québec, Canada
- Serbia: Subotica
- Pháp: Bourg-en-Bresse
- Nhật Bản: Ōgaki, Gifu Prefecture, Nhật Bản
- Hoa Kỳ: Belmont, California
- Ý: Empoli, Toscana